# عثمان الشهیبی
عثمان الشهیبی (انگلیسی: Ohman Chehaibi؛ زادهٔ ۲۳ دسامبر ۱۹۵۴) بازیکن سابق فوتبال اهل تونس است.
وی عضو تیم ملی فوتبال تونس در جام جهانی فوتبال ۱۹۷۸ بوده است.